# Metro International
Metro International es una compañía sueca de medios de comunicación con sede en Luxemburgo.
Usualmente bajo la marca Metro es la cadena de periódicos gratuitos más grande del mundo, con 74 ediciones diarias distribuidas en 17 idiomas, en 198 ciudades de 24 países del mundo en África, América, Europa y Asia. Sus periódicos tienen una tirada conjunta de más de 6.000.000 de ejemplares y unos 15.000.000 lectores (datos de 2005).[cita requerida]
El periódico se distribuye sobre todo en ferrocarriles metropolitanos, y localmente el nombre puede variar debido a las existencia previa de Metro como marca registrada. Ejemplos son las ediciones chilena, mexicana y colombiana, denominadas Publimetro; las españolas, bautizadas como Metro Directo; la guatemalteca, denominada Publinews o la edición de Hong Kong, que se llama Metropolis Daily. 
Existe otro periódico gratuito llamado Metro, publicado por Associated Newspapers en doce áreas metropolitanas del Reino Unido. Aunque el concepto es similar, no tiene relación con Metro International, que utilizó la cabecera Morning News para su (ahora difunto) periódico gratuito distribuido en algunas zonas del Reino Unido.

## Historia
La idea de crear un diario gratuito de tamaño pequeño la gestaron en Suecia dos periodistas, Robert Braunerheilm y Pelle Andersson y un ejecutivo de prensa diaria, en 1992. En febrero de 1995, tras varios intentos fallidos, encontraron el apoyo de la compañía Modern Times Group, con Jan Stembeck y Pelle Törnberg, que consiguieron autorización de la compañía de transportes de Estocolmo para distribuir su primer número en las estaciones y accesos al ferrocarril suburbano. Su circulación aumentó de manera notable y pronto se situó como segundo diario de Estocolmo. En el 2000, Metro International, dirigida por Törnberg, fue desgajada de Modern Times y cotiza actualmente en la Bolsa de Estocolmo (Stockholmbörsen O-List) y en el Nasdaq.
Bajo el nombre de Metropol, una edición en lengua alemana fue publicada en Suiza por "Metro Publication (Schweiz) AG". Comenzó el 31 de enero de 2000 como competidor directo de 20 Minuten, aunque dejó de publicarse el 13 de febrero de 2002 acusada de competencia desleal.
En América Latina, donde se le llama Publimetro, Metro o Publinews, tiene ediciones locales en Chile, Colombia, Ecuador, Guatemala, México, Perú, Puerto Rico y República Dominicana. En Chile, comenzó a circular en septiembre de 2000. En la Ciudad de México comenzó a circular en 2006, convirtiéndose en el primer diario gratuito de distribución masiva, con un promedio diario de 150,000 ejemplares. A Colombia llegó en 2011. También estuvo presente en Argentina desde 2000 hasta 2002, bajo el nombre de Metro. En Perú, estuvo entre agosto de 2011 y mayo de 2020.

## Ediciones de Metro por continentes
Metro tiene o ha tenido ediciones en los siguientes países y ciudades:

### América

#### Ediciones locales o regionales
| - Toronto - Montreal - Vancouver - Ottawa - Edmonton - Calgary - Winnipeg - Halifax - Regina - Saskatoon | - Boston - Nueva York - Filadelfia | - Ciudad de México - Monterrey - Mérida - Morelia - Puebla - León - Guadalajara | - Ciudad de Guatemala - Nicaragua - Managua | - Bogotá - Medellín - Quito - Guayaquil - Cuenca - Lima (discontinuada) - Santiago - Valparaíso | - São Paulo - Curitiba - Belo Horizonte - Porto Alegre - ABC | - San Juan - República Dominicana |

### Asia
| - Hong Kong |

### Europa

#### Ediciones locales o regionales
| - Estocolmo - Gotemburgo - Malmö - Helsinki - San Petersburgo - Praga - Budapest - Atenas (Metrorama) - Roma - Milán - Turín | - Génova - Véneto - Bolonia - Florencia - Róterdam - Ámsterdam - Aarhus - Copenhague - Varsovia - Alicante - Valencia - París | - Burdeos - Marsella - Lyon - Toulouse - Lille - Nantes - Estrasburgo - Rennes - Niza - Oporto (discontinuada) - Lisboa (discontinuada) |

#### Ediciones nacionales
| - Suecia | - Dinamarca | - Polonia | - Chile | - Ecuador | - Países Bajos | - Hungría | - Bélgica (dos ediciones: una en neerlandés y otra en francés) |